# Sofia Pumburidu
Sofia Pumburidu (gr. Σοφία Πουμπουρίδου; ur. 12 czerwca 1980) – grecka zapaśniczka walcząca w stylu wolnym. Olimpijka z Aten 2004, gdzie zajęła jedenaste miejsce w kategorii 48 kg.
Siedmiokrotna uczestniczka mistrzostw świata; złota medalistka w 2002.
Zdobyła cztery medale na mistrzostwach Europy w tym złoty w 2001. Triumfatorka igrzysk śródziemnomorskich w 2001 i brązowa medalistka w 2005. Druga na akademickich MŚ w 2008 roku.
- Turniej w Atenach 2004

Przegrała z zawodniczką Korei Południowej Lee Na-Rae i Anną Gomis z Francji.